# Scabrobunus filipes
Genre
Espèce
Scabrobunus filipes, unique représentant du genre Scabrobunus, est une espèce d'opilions laniatores de la famille des Assamiidae.

## Distribution
Cette espèce est endémique du Maharashtra en Inde. Elle se rencontre vers Nagpur.

## Description
Le mâle syntype mesure 3 mm et la femelle syntype 3 mm.

## Publication originale
- Roewer, 1912 : « Die Familien der Assamiiden und Phalangodiden der Opiliones-Laniatores. (= Assamiden, Dampetriden, Phalangodiden, Epedaniden, Biantiden, Zalmoxiden, Samoiden, Palpipediden anderer Autoren). » Archiv für Naturgeschichte, sér. A, vol. 78, no 3, p. 1–242 (texte intégral).